# 山田秀
山田 秀（やまだ しゅう、1964年 - ）は、日本の経営工学者。慶應義塾大学理工学部管理工学科教授。

## 主な経歴
1983年 千葉県立木更津高等学校卒業。1993年 東京理科大学大学院工学研究科博士課程修了 博士（工学）。
1993年 東京理科大学工学部助手。1996年 東京都立科学技術大学講師。1999年 東京理科大学助教授。
2004年 筑波大学大学院ビジネス科学研究科助教授。筑波大学大学院ビジネス科学研究科教授。筑波大学大学院ビジネス科学研究科長。2016年 慶應義塾大学理工学部管理工学科教授。

## 主な所属学会
- 応用統計学会
- 日本品質管理学会など

## 主な受賞
- 1993年 1993年度日経品質管理文献賞
- 1997年 1997年度日経品質管理文献賞
- 1999年 1999年度日経品質管理文献賞
- 2005年 2005年度日経品質管理文献賞
- 2007年 2007年度日経品質管理文献賞
- 2016年 国際標準化事業経済産業大臣表彰
- 2016年 IEC(国際電気標準会議) 1906賞

## 著書
- 『実験計画法 -方法編-』日科技連出版社、2004年。
- 『実験計画法 -活用編-』編著、日科技連出版社、2004年。
- 『TQM・シックスシグマのエッセンス-品質改善の全社的推進』編著、日科技連出版社、2004年。
- 『おはなし統計的手法－早分かりと理解が深まる１８話－』共著、日本規格協会、2005年。
- 『TQM品質管理入門』日経文庫、2006年。
- 『品質管理のためのカイゼン入門』日経文庫、2006年。
- 『ＴＱＭの基本』編著、日科技連出版社、2006年。
- 『環境配慮設計の要求事項』監修、日本規格協会、2011年。
- 『パラメータ設計・応答曲面法・ロバスト最適化入門』編著、日科技連出版社、2012年。
- 『ISO 9001:2015要求事項の解説』共著、日本規格協会、2015年。
- 『統計的データ解析の基本』共著、サイエンス社、2019年。